# Loma Bonita, Nayarit
Loma Bonita är en ort i Mexiko.   Den ligger i kommunen Santiago Ixcuintla och delstaten Nayarit, i den centrala delen av landet, 700 km väster om huvudstaden Mexico City. Loma Bonita ligger 43 meter över havet och antalet invånare är 127.
Terrängen runt Loma Bonita är huvudsakligen platt, men norrut är den kuperad. Runt Loma Bonita är det ganska glesbefolkat, med 45 invånare per kvadratkilometer. Närmaste större samhälle är Santiago Ixcuintla, 4,5 km sydväst om Loma Bonita. Trakten runt Loma Bonita består till största delen av jordbruksmark.